# Cecilia Baraldi
Cecilia Baraldi Rath es una presentadora y periodista uruguaya. 
Estudió periodismo en la Universidad de la República.
Condujo Tv Planeta, informativos a las 18.00 y 19.00 horas. Trabajó en el programa Esta boca es mía de Canal 12.
En 2005 Baraldi fue galardonada con el Premio Legión del Libro otorgado por la Cámara Uruguaya del Libro.

## Televisión
- Esta boca es mía